# V trestném území
V trestném území je československý film z roku 1950, jehož délka je 80 minut. Jedná se o černobilý film žánru krimi.

## Na filmu spolupracovali

### Námět
- Jiří Beneš
- Miloslav Koenigsmark

### Scénář
- Miloslav Koenigsmark
- Jiří Beneš

### Exteriéry
- Praha - Holešovice - ulice U pergamenky
- Praha - Letná - hřiště Sparty
- Praha - Letná - Letenské náměstí, trh
- Praha - Letná - ulice Milady Horákové
- Praha - Nové Město - Senovážné náměstí, trh
- Praha - Vršovice - hřiště Bohemians
- Praha - Žižkov - Olšanská ulice

### Režie
- Miroslav Hubáček

### Hrají
- Rudolf Deyl mladší … npor. SNB Kalousek
- Zdeněk Dítě … Benda
- František Holar … Jandera
- Jiří Roll … Cimr, tajemník A.C. Olympia
- Dana Medřická … Cimrova snoubenka
- Antonín Holzinger … Kroupa, místopředseda FAK
- Josef Chvalina … Melichar, jednatel AC Olympia
- Karel Peyr … Froněk, předseda AC Olympie
- Josef Bek … Oldřich, místopředseda AC Olympie
- Jaroslav Zrotal … Vošahlík, vrátný ve Stadionce
- František Kovářík … správce hřiště
- Meda Valentová … Marešová
- Alena Vránová … dcera Marešové
- Světla Amortová … šatnářka v kavárně Stadion
- Karla Göttlicherová … Vošahlíkova přítelkyně Růženka
- Bohuš Hradil … policejní lékař
- Antonín Hübner … role neurčena
- Ladislav Navrátil … úředník sázkové kanceláře
- Soběslav Sejk … soused Marešových Hrubý
- Ladislav Sedláček … funkcionář Homolka
- Antonín Stránský … policejní fotograf
- Josef Steigl … host v kavárně Stadion
- Karel Vavřík … úředník firmy Froněk
- Lída Vostrčilová … Kalousková
- Josef Kemr … mechanik Karel Horák
- Emil Kavan … číšník v kavárně Stadion
- Jan S. Kolár … Homolka
- Richard A. Strejka … hostinský
- Vlasta Průchová … zpěvačka
- Josef Příhoda … fotbalový fanoušek
- Karel Vlach … dirigent orchestru
- Antonín Lanhans … fotbalista
- Ladislav Müller … fotbalista
- Jiří Rubáš … fotbalista
- Jiří Němeček … fotbalista A.C. Olympie
- Josef Skrčený … domovník
- orchestr Karla Vlacha … orchestr v kavárně
- Karel Krautgartner … saxofonista
- Zdeněk Holec … mladík v kavárně